# Lillehammer Triple

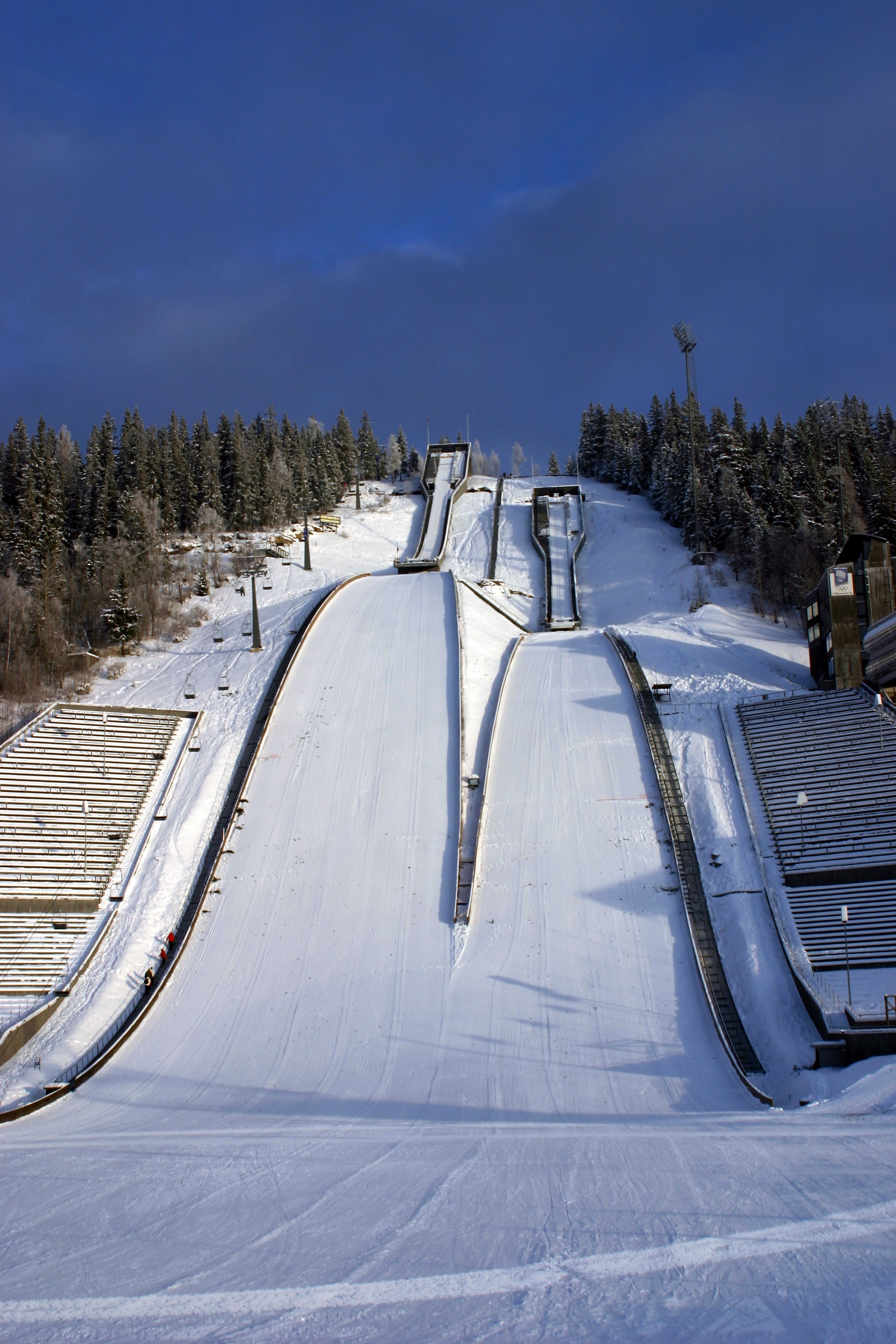
Lysgårdsbakken

Das Lillehammer Triple ist eine Skisprungwettkampfserie, die als Teil des Skisprung-Weltcups der Frauen ausgetragen wird. Sie fand erstmals zur Saison 2017/18 als Weltcupauftakt statt. Die Wettkämpfe werden von dem Lysgårdsbakken in Lillehammer in Norwegen ausgetragen. Die Wettkampfserie besteht aus drei Einzelwettbewerben, von denen zunächst zwei Wettbewerbe auf der Normalschanze und danach ein Wettbewerb auf der Großschanze ausgetragen werden. Bei dem abschließenden Wettbewerb auf der Großschanze waren bei der Premierenaustragung 2017 nur die besten 30 Springerinnen des Gesamtweltcups startberechtigt. Ab der zweiten Austragung im Jahre 2018 waren auch dort alle Springerinnen für die Qualifikation startberechtigt.

## Wettkampfmodus
Das Lillehammer Triple umfasst drei Einzelwettbewerbe. In die Gesamtwertung fließen die Punktzahlen aus den beiden Wertungsdurchgängen der Wettkämpfe ein. Die Ermittlung der Gesamtpunktzahl gleicht somit der der Vierschanzentournee.

## Austragungsort
Das Lillehammer Triple wird auf dem Lysgårdsbakken in Lillehammer in Norwegen ausgetragen:
| Ort         | Schanze                            | Schanzenrekord                                                                    |
| ----------- | ---------------------------------- | --------------------------------------------------------------------------------- |
| Lillehammer | Lysgårdsbakken Normalschanze, HS98 | 104,5 m Ema Klinec (7. Dezember 2013)                                             |
| Lillehammer | Lysgårdsbakken Großschanze, HS140  | 139,5 m Katharina Althaus (3. Dezember 2017) Katharina Althaus (2. Dezember 2018) |

## Siegerliste
| Ausgabe | Jahr | Siegerin          | Zweite           | Dritte         |
| ------- | ---- | ----------------- | ---------------- | -------------- |
| 1       | 2017 | Katharina Althaus | Maren Lundby     | Sara Takanashi |
| 2       | 2018 | Katharina Althaus | Juliane Seyfarth | Ramona Straub  |